# Callozostron acanthodes
Callozostron acanthodes is een zachte koraalsoort uit de familie Primnoidae. De koraalsoort komt uit het geslacht Callozostron. Callozostron acanthodes werd in 1996 voor het eerst wetenschappelijk beschreven door Bayer. 